# Titi et Grosminet
Pour les articles homonymes, voir Titi et Grosminet (homonymie).
Titi et Grosminet (Tweety & Sylvester) est une série d'animation américaine en 46 épisodes d'environ sept minutes, créée par Gerry Chiniquy, Robert Clampett et Friz Freleng et diffusée entre 1942 et 1964 en syndication.

## Historique
En France, la série a été diffusée en 1972 sur l'ORTF et a aussi été diffusée en  1977 sur Antenne 2 dans les émissions Dorothée et ses amis et Récré A2 jusqu’en 1989 où elle est diffusée sur Canal+ dans les émissions Ça cartoon et Décode pas Bunny, sur Cartoon Network depuis sa création en 1997 jusqu’en 2003 où elle est déplacée vers Boomerang tout d’abord sans case jeunesse, puis dans l’émission L'Heure des Looney Tunes jusqu’en 2011, puis dans Ça boom ! et enfin sur France 3 dans l’émission Bunny et tous ses amis.

## Synopsis
Un chat nommé Sylvestre, dit « Gros minet », tente sans cesse d'attraper Titi, un petit canari vivant dans une cage dorée, chez sa propriétaire, Mémé. Mais Le chat ne parvient jamais à l'attraper et à en faire son dîner.

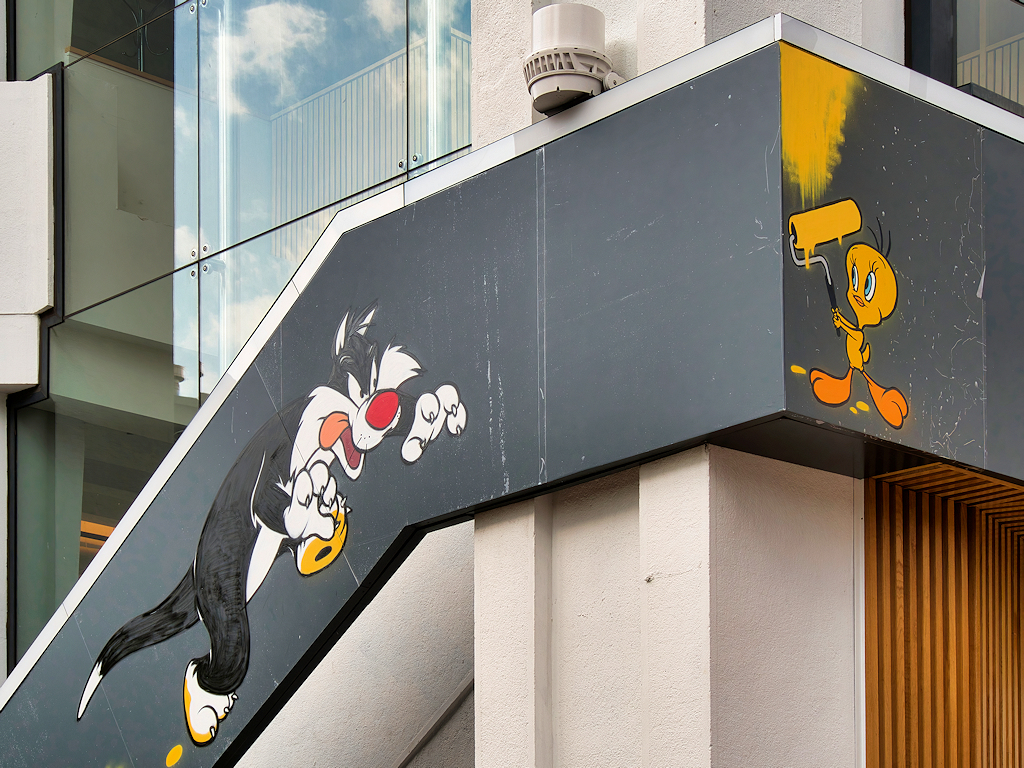
Grosminet (le chat Sylvestre) à la poursuite du canari Titi. Fresque dans la ville de Manchester en Angleterre, 2021.

## Distribution

### Voix originales
- Mel Blanc
- June Foray

### Voix françaises
- Arlette Thomas : Titi (1re voix)
- Brigitte Moati : Titi (2e voix)
- Patricia Legrand : Titi (3e voix - doublages récents depuis 1997)
- Georges Aminel : Grosminet (1re voix)
- Patrick Guillemin : Grosminet (2e voix)
- Patrick Préjean : Grosminet (3e voix - doublages récents depuis 1997)
- Lita Recio : Mémé (1re voix)
- Véronique Augereau : Mémé (2e voix)
- Barbara Tissier : Mémé (3e voix - doublages récents depuis 1997)

## Épisodes

### Réalisateur: Bob Clampett
- Deux pauvres orphelins - The Cagey Canary (1941)
- Histoire de chatons - A Tale of Two Kitties (1942)
- Titi la terreur - Birdy and the Beast (1944)
- Deux rominets romantiques - A Gruesome Twosome (1945)

### Réalisateur: Friz Freleng
- Le repas est servi ! - Tweetie Pie (1947)
- I Taw a Putty Tat (1948)
- Vilains Félins - Kit for Cat (1948)
- Vilain Rominet - Bad Ol' Putty Tat (1949)
- Bête comme chat - Home Tweet Home (1950)
- C'est pas gagné ! - Canary Row (1950)
- Une bataille très duraille - All a Bir-r-r-d (1950)
- Troubles en double - Putty Tat Trouble (1951)
- Pension complète - Room and Bird (1951)
- Titi, espèce protégée - Tweet Tweet Tweety (1951)
- Un grosminet à la mer - Tweety's SOS (1951)
- Attention, chien méchant - Ain't She Tweet (1952)
- Le paquet cadeau - Gift wrapped (1952)
- Une cage dorée - A bird in a guilty cage (1952)
- Qu'importe le flocon - Snow Business (1953)
- Basse-cour en folie - Fowl Weather (1953)
- Titi au pays des Indiens - Tom Tom Tomcat (1953)
- Comme chien et chat... et Titi - A Street Cat Named Sylvester (1953)
- Grosminet sauveteur - Catty Cornered (1953)
- Titi à la fourrière - Dog Pounded (1954)
- Titi emménage - Muzzle Tough (1954)
- Satan attend - Satan's Waitin' (1954)
- Vagues à l'âme - Sandy Claws (1955)
- Titi au cirque - Tweety's Circus (1955)
- Grand mère ne s'en laisse pas conter - Red Riding Hoodwinked (1955)
- Grosminet premier violon - Tweet and Sour (1956)
- Un grosminet miné - Tree Cornered Tweety (1956)
- Mémé vapeur - Tugboat Granny (1956)
- Grosminet au zoo - Tweet Zoo (1957)
- Le haricot magique - Tweety and the Beanstalk (1957)
- Les mangeurs d'oiseaux anonymes - Birds Anonymous (1957)
- Bobos les papattes - Greedy for Tweety (1957)
- Pizza Titi - A Pizza Tweety Pie (1958)
- Un oiseau sur le chapeau - A Bird in a Bonnet (1958)
- Risques partagés - Trick or Tweet (1959)
- Jeux de chien jeux de vilains - Tweet and Lovely (1959)
- Rêves de canari - Tweet Dreams (1959)
- Formule tragique - Hyde and Go Tweet (1960)
- Titi et Grosminet s'organisent pour le voyage - Trip For Tat (1960)
- Bas les pattes, soldat - The Rebel Without Claws (1961)
- La Fin du félin - The Last Hungry Cat (1961)
- Titi à réaction - The Jet Cage (1962)

### Réalisateur: Gerry Chiniquy
- Tahiti et Grosminet - Hawaiian Aye Aye (1964)

## Commentaires
En réalité, la série Titi et Grosminet est une sélection de dessins animés Looney Tunes et Merrie Melodies regroupant les personnages de Titi et Sylvestre, ce dernier apparaissant dans des dessins animés avec d'autres personnages tels que Porky Pig ou Speedy Gonzales.

## Suites
Les aventures regroupant Titi et Grosminet continueront avec la série Titi et Grosminet mènent l'enquête (1995-2002), le cartoon Le Musée des malheurs (2003) et deux longs métrages sortis en vidéo : Titi et le Tour du monde en 80 chats (2000) et Le roi Titi (2022).

## Sorties DVD
- Les aventures de Titi et Grosminet sont sorties dans de nombreux coffrets DVD tels que : Titi et Grosminet, retrospective 1941- 2004, Looney Tunes : Les meilleures aventures de Titi et Grosminet volume 1 ainsi que Titi & Grosminet - Folies félines. Malheureusement aucune intégrale regroupant la totalité des cartoons de Titi et Grosminet n'est sortie en français. Seulement la moitié est actuellement en DVD français en regroupant les DVD ci-dessus.